# رکن‌الدین (دمشق)
رکن‌الدین (به عربی: رکن الدین) یک منطقهٔ مسکونی در سوریه است که در استان دمشق واقع شده‌است. رکن‌الدین ۹۲٬۶۴۶ نفر جمعیت دارد.